# Llengua auxiliar

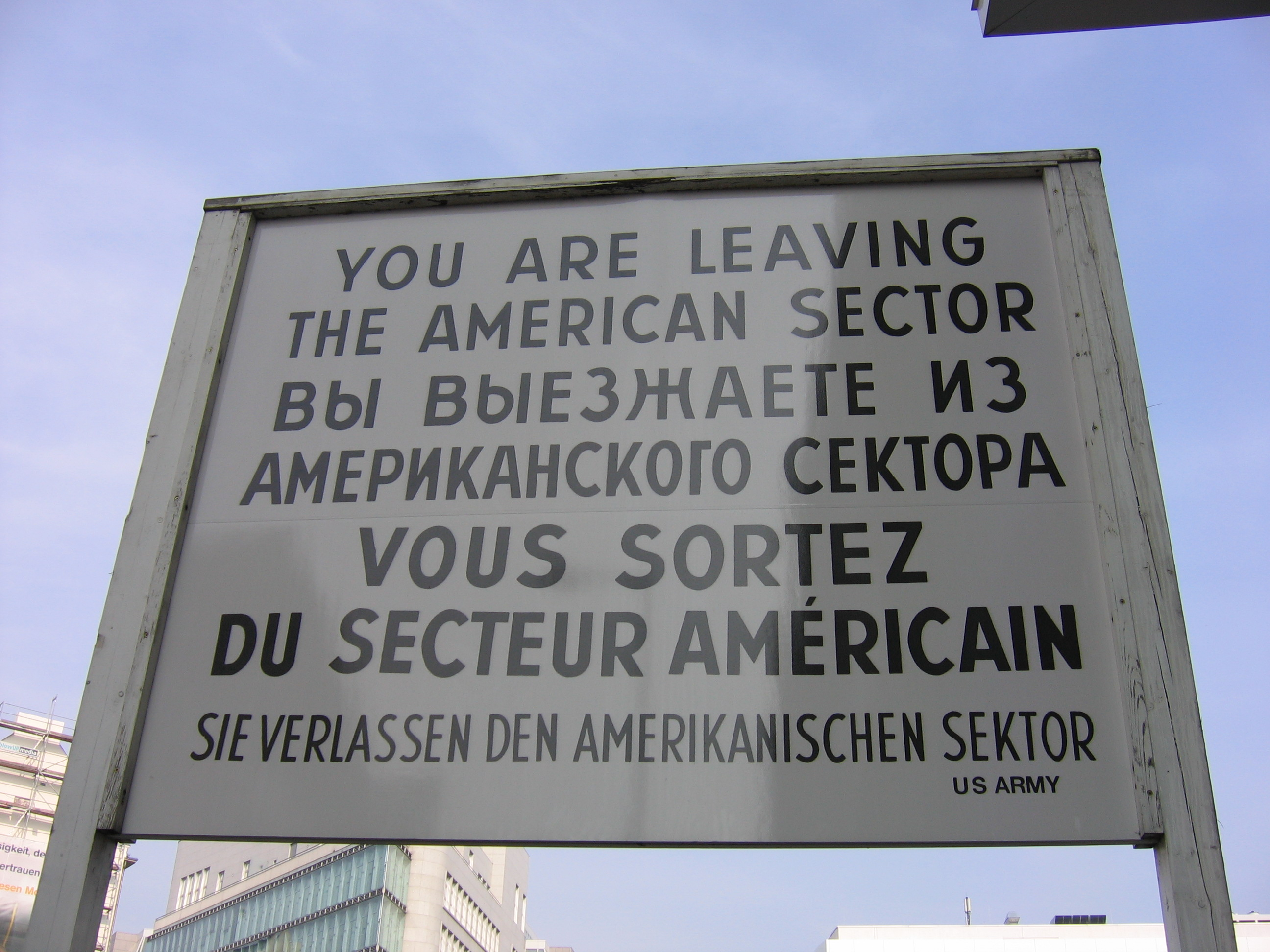
Cartell a Berlín, Alemanya,en anglès, rus, francès i alemany

Una llengua auxiliar és un idioma, construït o no, que s'ha utilitzat o pretès utilitzar com a mitjà de comunicació entre grups o individus amb diferents llengües maternes. L'anglès és la llengua auxiliar més estesa en l'actualitat; l'esperanto, la interlingua i el volapük són els idiomes més coneguts entre els que han estat creats com a llengua auxiliar.

## Tipus de llengües auxiliars
Pels seus orígens i pretensions, les llengües auxiliars poden ser de diversos tipus:

### Idiomes dominants
El grec clàssic, el llatí, l'àrab, l'espanyol, el francès i l'anglès, entre d'altres, es van convertir, en diverses èpoques, en llengües auxiliars internacionals per la importància que van tenir els imperis on es parlaven, importància que amb freqüència va transcendir l'existència dels mateixos imperis.

### Llengües literàries
El xinès clàssic, igual com el llatí clàssic, són llengües escrites que transcendeixen les diferències dialectals. De la mateixa manera, el marroquí i l'iraquià, per exemple, poden tenir problemes per a entendre's quan parlen en els seus dialectes nacionals, però ambdós poden recórrer a la llengua de l'Alcorà per a ser compresos.

### Llengües nacionals normalitzades
El filipí, basat principalment en el tagàlog, i el bahasa indonesi, basat en gran part en el malai, són exemples d'idiomes creats, encara que estiguen basats en idiomes preexistents, com a llengües nacionals per a permetre la comunicació en països en els quals hi ha moltes altres llengües i dialectes.
Si bé l'indonesi és un cas d'una llengua quasi totalment creada, moltes altres llengües nacionals busquen normalitzar i imposar un "dialecte neutral de prestigi", basat, moltes vegades, en la parla de la capital, amb el qual es pretén la comunicació entre persones amb dialectes distints. L'italià n'és un exemple.

### Llengües franques, sabirs i llengües criolles
Els sabirs, coneguts també com a pidgins o llengües de contacte o d'intercanvi, són idiomes que sorgeixen espontàniament entre grups d'origen lingüístic divers que necessiten comunicar-se, generalment quan no hi ha una relació dominant d'una de les llengües. Aquests mitjans de comunicació tenen regles gramaticals molt bàsiques i combinen paraules d'ambdues llengües.
Les llengües criolles solen sorgir en les situacions de contacte descrites abans quan es desenvolupa una comunitat en el centre de contacte. Es creu que aquests idiomes es presenten quan els nens creixen en aquestes comunitats i apliquen als sabirs regles gramaticals innates. El pas d'un sabir a un crioll es coneix com a criollització.
Els sabires solen ser llengües de curta daurada, ja que, després d'una generació de contacte, es criollitzen. Hi ha excepcions, tanmateix. A la Mediterrània ha existit una comunitat de navegants d'orígens lingüístics diversos, que han mantingut un sabir anomenat lingua franca fins a finals del segle xix.

### Idiomes controlats
Els idiomes controlats sorgeixen davant la dificultat lingüística que representen les llengües naturals per als parlants no natius. Encara que hi haja un idioma dominant (p. ex. l'anglès avui dia), no tots els que l'utilitzen entenen les subtileses gramaticals o dominen el seu ric vocabulari, en gran manera perquè l'han après tard o malament.
Idiomes com Basic English, Simple English o l'Special English de Voice of America, estan tots basats en l'anglès, però busquen diferents tipus de simplificacions, com ara vocabularis reduïts (Basic English) o l'ús d'estructures gramaticals senzilles (Simple English, Special English) i una pronúncia senzilla (Special English).
Aquests idiomes solen ser "llengües de difusió" que no s'utilitzen per a escriure obres literàries o científiques, però que poden arribar a grans audiències.

### Idiomes planificats
Des del segle xix, moltes persones han intentat resoldre el problema de la comunicació entre pobles mitjançant l'ús d'idiomes artificials, construïts o planificats. Alguns d'aquests idiomes pretenen ser neutrals (no provenir d'un grup dominant) i senzills (sense les complicacions gramaticals d'una llengua natural).
Els exemples més coneguts són l'esperanto i la interlingua, però n'hi ha molts més. La següent és una llista incompleta de llengües planificades que han estat dissenyades com a llengües auxiliars.
| - anglès bàsic (Basic English) - esperanto - glosa - ido (o esperanto reformat) - intereslau (medžuslovjansky) - interlingua (d'IALA) - interlingue (o occidental) | - kotava - latino sine flexione (o interlingua de Peano) - lingua franca nova (o elefen, LFN) - novial - romániço - solresol - volapük |

## Situació de les llengües auxiliars
Atesa la necessitat de comunicació humana, les llengües auxiliars han existit i continuaran existint.
En l'actualitat l'anglès és la llengua auxiliar dominant. Això es deu, principalment, a la importància econòmica dels Estats Units, que al seu torn va succeir la de la Gran Bretanya. Aquest fet ha provocat controvèrsies. Molts s'oposen al domini de facto de l'anglès per considerar que es tracta d'una forma de colonialisme cultural. En Dret Internacional, cap llengua no és reconeguda com a única llengua auxiliar universal, ja que Organismes com ara l'ONU reconeixen altres llengües, a més de l'anglès, com a llengües oficials de treball.
Dins de les llengües controlades, hi ha casos com ara el de l'Special English que semblen haver aconseguit el seu objectiu de ser "fàcils" per a un ampli públic que no és parlant natiu de l'idioma i de ser bastant utilitzades.
D'altra banda, les llengües controlades basades en l'anglès deriven el seu èxit de la popularitat de l'anglès com a llengua auxiliar internacional. Propostes d'utilitzar un castellà o un francès simplificats, per exemple, no passen de ser conjetures del mateix nivell que les llengües planificades.
Quant a les llengües planificades, van gaudir d'una gran popularitat a Europa entre finals del segle xix i principis del segle xx. Aquesta popularitat no va sobrepassar, tanmateix, l'ús del francès com a llengua cultural i diplomàtica o de l'anglès com a llengua dels negocis. Els partidaris d'aquestes llengües van ser perseguits amb l'auge del nacionalisme entre guerres, ja que els moviments i organitzacions internacionalistes eren condemnats pels nazis, com ara la religió catòlica, els centres d'ensenyament i cultura de l'Aliança Francesa, etc.
D'altra banda, la situació dominant dels Estats Units després de la Segona Guerra Mundial va refermar l'anglès, fins i tot al bloc soviètic.
La percepció de quines llengües internacionals poden ser més útils varia segons els països. Així, per exemple, a Amèrica, als països que no són hispanoparlants, com Brasil o Estats Units, hom tendeix a pensar que l'espanyol és més important que el francès, mentre que a l'Àfrica hom sol considerar que l'àrab, el francès, l'anglès, el portuguès o fins i tot el suahili poden ser més útils per a un africà que l'espanyol. A Europa la tendència general en l'actualitat és que s'estudiïn almenys dues llengües estrangeres europees al batxillerat. A l'Àsia moltes persones pensen que el coneixement del xinès o del japonès pot ser molt útil, etc. També pot variar en un país en el termini de no gaire anys. Així doncs, als Països Catalans, després de la Guerra d'Espanya, moltes persones pensaven que la llengua del futur seria l'alemany perquè creien que la Segona Guerra Mundial acabaria amb la victòria de les potències de l'Eix. Quan va acabar la Segona Guerra Mundial la llengua estrangera més estudiada als Països Catalans va ser el francès fins a finals dels anys 60, principis dels 70, en què la llengua estrangera més estudiada va passar a ser l'anglès. Amb l'entrada de l'Estat espanyol en la Unió Europea es va plantejar la conveniència d'estudiar, almenys, dues llengües estrangeres, etc. En canvi, en altres països, com ara Portugal, el francès i l'anglès són tradicionalment obligatoris al batxillerat, per la qual cosa no va haver-hi pràcticament cap canvi en la segona meitat del segle xx, tret que el llatí va passar a ser optatiu amb l'alemany, amb l'entrada de Portugal en la Unió Europea.